# Graafschap Erbach
Het graafschap Erbach was een tot de Frankische Kreits behorend graafschap binnen het Heilige Roomse Rijk.

Erbach

In de twaalfde eeuw werd de burcht Erbach gebouwd. De familie was niet van adel, maar stamde van koningsvrijen af. Nadat zij voogd in Michelstadt van het klooster Lorsch zijn geworden, worden ze opgenomen in de stand van de Rijksministerialen. In 1223 werd er door het keurvorstendom van de Palts een eind aan hun status gemaakt. Sinds 1225 hadden ze het ambt van Schenker van de Palts.
In 1503 stierf de tak Erbach-Erbach uit en in 1531 de tak Erbach-Michelstadt. Alle bezittingen werden daardoor herenigd onder
Eberhard XIII van Erbach-Fürstenau. Hij werd op 15 augustus 1532 tot rijksgraaf verheven en zijn bezittingen tot rijksgraafschap Erbach. De nieuwe graaf voerde de Reformatie in. Door zijn huwelijk met Maria van Wertheim erfde zijn zoon in 1556 de halve heerlijkheid Breuberg.
Na de dood van Eberhard XIII in 1539 delen zijn zoons de bezittingen:
- Georg II kreeg Michelstadt, Fürstenau, Reichenberg, Tannenberg en het aandeel in de heerlijkheid Breuberg. (uitgestorven in 1569)
- Eberhard XIV kreeg Freienstein, Beerfelden, Erbach en Jugenheim.

In 1561 werd na het uitsterven van de graven van Rieneck (1559) de heerlijkheid Wildenstein met Eschau verworven door de graaf van Erbach-Schönberg. Hierdoor ontstond een protestantse enclave in het gebied van het keurvorstendom Mainz.
Na het uitsterven van de oudste tak in 1569 werd het bezit onder George III herenigd.
Na de dood van George III in 1605 werd er in 1606 opnieuw gedeeld;
- Frederik Magnus kreeg Fürstenau en Reichenberg (uitgestorven in 1618)
- Lodewijk I kreeg Erbach en Freienstein, in 1618 uitgebreid met Michelstadt en Köning en in 1627 uitgebreid met Wildenstein en Klein-Heubach (uitgestorven in 1643)
- Johan Casimir kreeg Breuberg, Wildenstein en Klein-Heubach (uitgestorven in 1627)
- George Albert I kreeg Schönberg en Seeheim, in 1618 uitgebreid met Reichenberg, in 1627 met Fürstenau.

In 1643 werden alle gebieden onder Georg Albrecht I herenigd.
Na de dood van Georg Albrecht I in 1647 werd er opnieuw gedeeld:
- Georg Ernst kreeg Wildenstein, Klein-Heubach en half Breuberg (uitgestorven in 1669)
- Georg IV kreeg Fürstenau en Reichenberg (uitgestorven in 1678)
- De broers Georg Lodewijk I en Georg Albrecht II deelden aanvankelijk niet mee.

Na de dood van Georg Ernst in 1669 vond er in 1672 een herverdeling plaats:
- Erbach-Erbach: Georg Lodewijk I kreeg Erbach, Freienstein, Wildenstein, Michelstadt en 1/4 Breuberg (uitgestorven in 1731)
- Erbach-Fürstenau: Georg Albrecht II kreeg Schönberg, Seeheim en 1/4 Breuberg, in 1678 uitgebreid met Fürstenau en Reichenberg.

Na de dood van Georg Albrecht II van Erbach-Fürstenau in 1717 deelden zijn drie zoons het bezit verder op:
- Erbach-Fürstenau: Philips Karel kreeg de ambten Fürstenau, Michelstadt en Freienstein
- Erbach-Erbach: Georg Willem kreeg Radeburg en Rödern. Na het uitsterven van de oudere tak Erbach-Erbach in 1731 volgde de uitbreiding tot Erbach-Erbach. Klein-Heubach werd verkocht. Ambten: Erbach, Reichenberg en Wildenstein. In 1804 nam deze linie door adoptie de naam en bezittingen van de uitstervende graaf Wartenberg-Rot (of Wartenberg-Roth) over; vanaf toen heetten zij Erbach-Wartenberg-Rot (of Erbach-Wartenberg-Roth).[1]
- Erbach-Schönberg: Georg August kreeg de ambten Schönberg en König

Het eerstgeboorterecht werd achtereenvolgend ingevoerd in Erbach-Schönberg (28 december 1748), Erbach-Fürstenau (17 november 1768) en Erbach-Erbach (25 juni 1783).
Artikel 24 van de Rijnbondakte van 12 juli 1806 stelde de heerlijkheid Breuberg en het graafschap Erbach onder de soevereiniteit van het groothertogdom Hessen-Darmstadt: de mediatisering. De heerlijkheid Wildenstein die tot het graafschap Rieneck werd gerekend kwam onder de soevereiniteit van de staat van de vorst-primaat.
Doordat het Congres van Wenen in 1815 het groothertogdom Frankfurt bij het koninkrijk Beieren voegde, kwam ook de voormalige heerlijkheid Wildenstein bij Beieren.

## Regenten
Erbach totaal tot de deling in 1717
| regering          | naam              | geboren    | overleden  | familie                   |
| ----------------- | ----------------- | ---------- | ---------- | ------------------------- |
| 1490/1531/32-1539 | Eberhard XIII     | 22-4-1475  | 14-11-1539 |                           |
| 1539-1569         | Georg II          | 18-1-1506  | 27-8-1569  | zoon                      |
| 1539-1564         | Eberhard XIV      | 19-1-1511  | 12-7-1564  | broer                     |
| 1564/69-1605      | George III        | 15-7-1548  | 16-2-16-5  | zoon                      |
| 1606-1616         | Frederik Magnus   | 18-4-1575  | 28-8-1616  | zoon                      |
| 1606-1643         | Lodewijk I        | 2-9-1579   | 12-4-1643  | broer                     |
| 1606-1627         | Johan Casimir     | 10-8-1584  | 14-1-1627  | broer                     |
| 1606-1647         | Georg Albrecht I  | 16-12-1597 | 25-11-1647 | broer                     |
| 1647-1669         | Georg Ernst       | 7-10-1629  | 25-8-1669  | zoon                      |
| 1647-1678         | Goerg IV          | 12-5-1647  | 20-6-1678  | broer                     |
| 1672-1693         | Georg Lodewijk I  | 3-5-1643   | 5-4-1693   | broer                     |
| 1672-1717         | Georg Albrecht II | 26-2-1648  | 23-3-1717  | broer                     |
| 1693-1720         | Philips Lodewijk  | 10-6-1669  | 17-6-1720  | zoon van Georg Lodewijk I |
| 1720-1731         | Frederik Karel    | 21-5-1680  | 20-2-1731  | broer                     |

Erbach-Fürstenau na 1717
| regering     | naam                 | geboren   | overleden | familie |
| ------------ | -------------------- | --------- | --------- | ------- |
| 1717-1736    | Philips Karel        | 14-9-1677 | 2-6-1736  |         |
| 1736-1748    | Johan Willem         | 13-2-1707 | 1-8-1748  | zoon    |
| 1736/47-1794 | Lodewijk II Frederik | 13-5-1728 | 16-1-1794 | broer   |
| 1736/53-1778 | Georg III Albrecht   | 14-6-1731 | 2-5-1778  | broer   |
| 1778-1784    | Frederik August      | 5-5-1754  | 12-3-1784 | zoon    |
| 1784-1803    | Christiaan Karel     | 18-9-1757 | 10-5-1803 | broer   |
| 1803-1806    | Albrecht             | 18-5-1787 | 28-7-1854 | zoon    |

Erbach-Erbach na 1717
| regering  | naam         | geboren    | overleden | familie |
| --------- | ------------ | ---------- | --------- | ------- |
| 1717-1757 | Georg Willem | 19-7-1686  | 31-5-1757 |         |
| 1757-1806 | Frans        | 29-10-1754 | 8-3-1823  | zoon    |

Erbach-Schönberg na 1717
| regering  | naam              | geboren   | overleden | familie |
| --------- | ----------------- | --------- | --------- | ------- |
| 1717-1758 | Georg August      | 17-6-1691 | 29-3-1758 |         |
| 1758-1777 | Georg Lodewijk II | 27-1-1723 | 11-2-1777 | zoon    |
| 1777-1788 | Frans Karel       | 28-7-1724 | 29-9-1788 | broer   |
| 1788-1799 | Christiaan        | 7-10-1728 | 29-5-1799 | broer   |
| 1799-1806 | Karel I           | 10-2-1732 | 29-7-1816 | broer   |